# Антоніна (село)
Антоні́на — село в Україні, в Монастирищенській міській громаді Уманського району Черкаської області. Розташоване на лівому березі річки Цибулівка (притока Гірського Тікичу) за 7 км на північ від міста Монастирище. Населення становить 246 осіб.

## Галерея

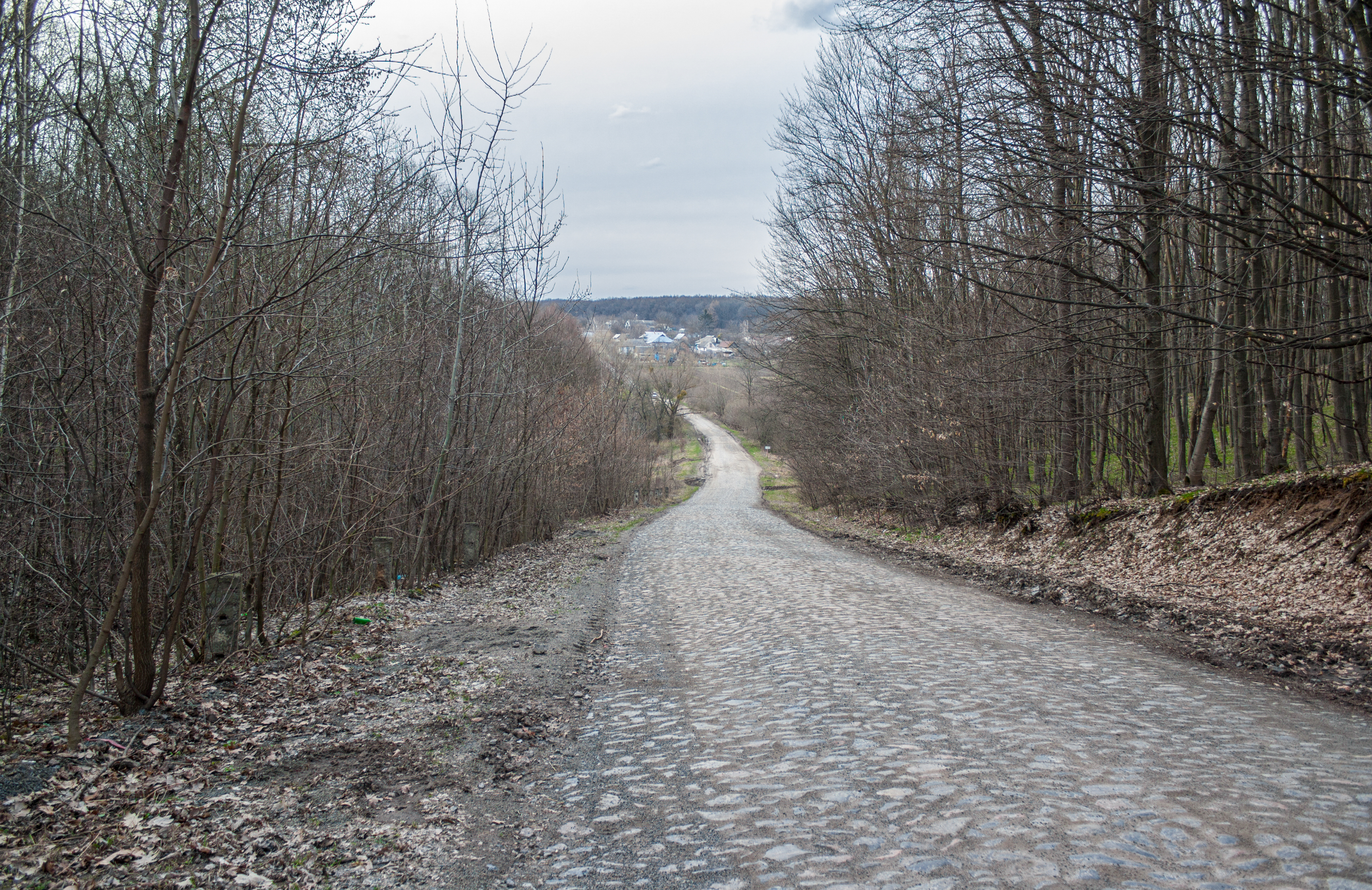
Вид на село
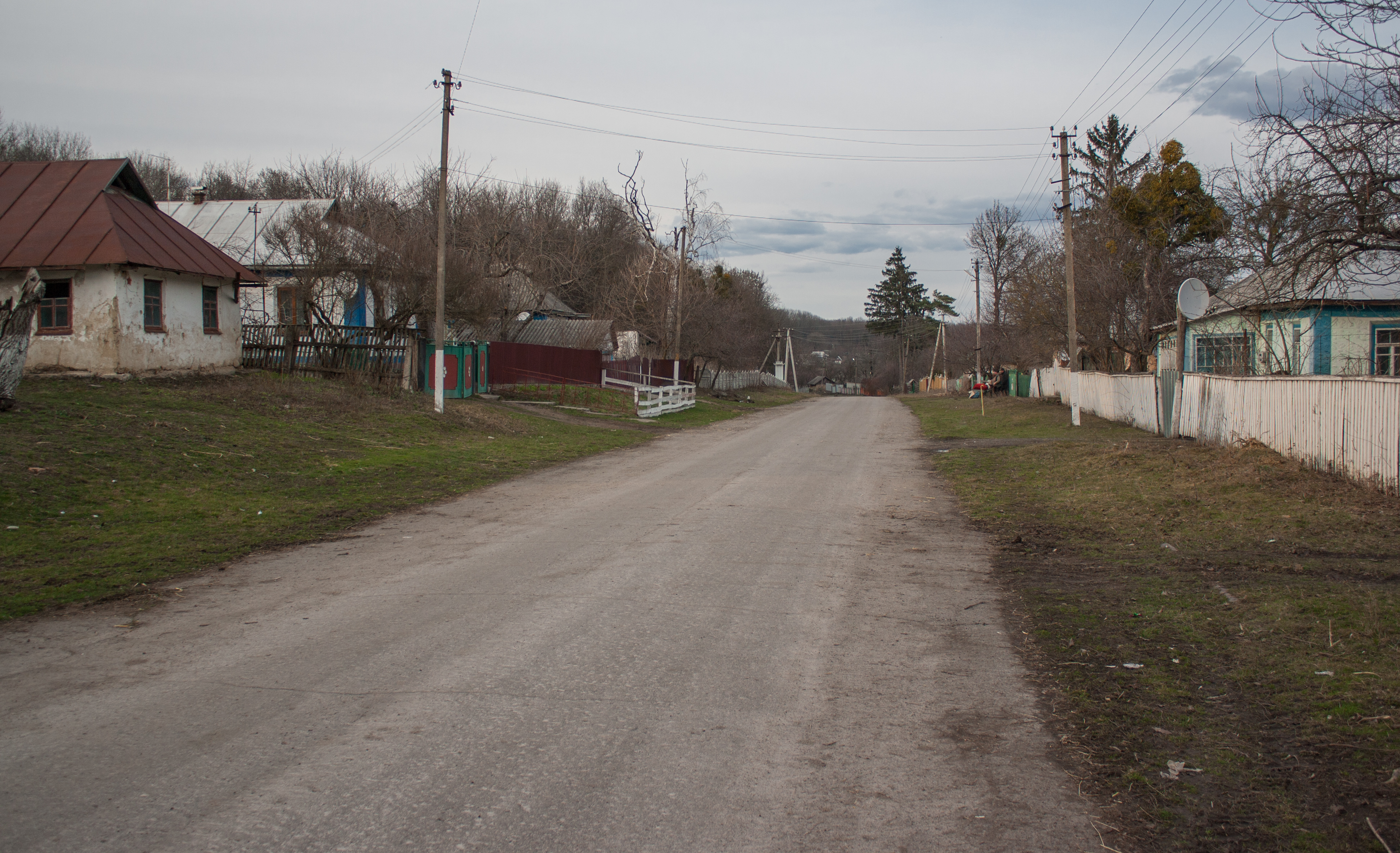
Вулиця Комарова
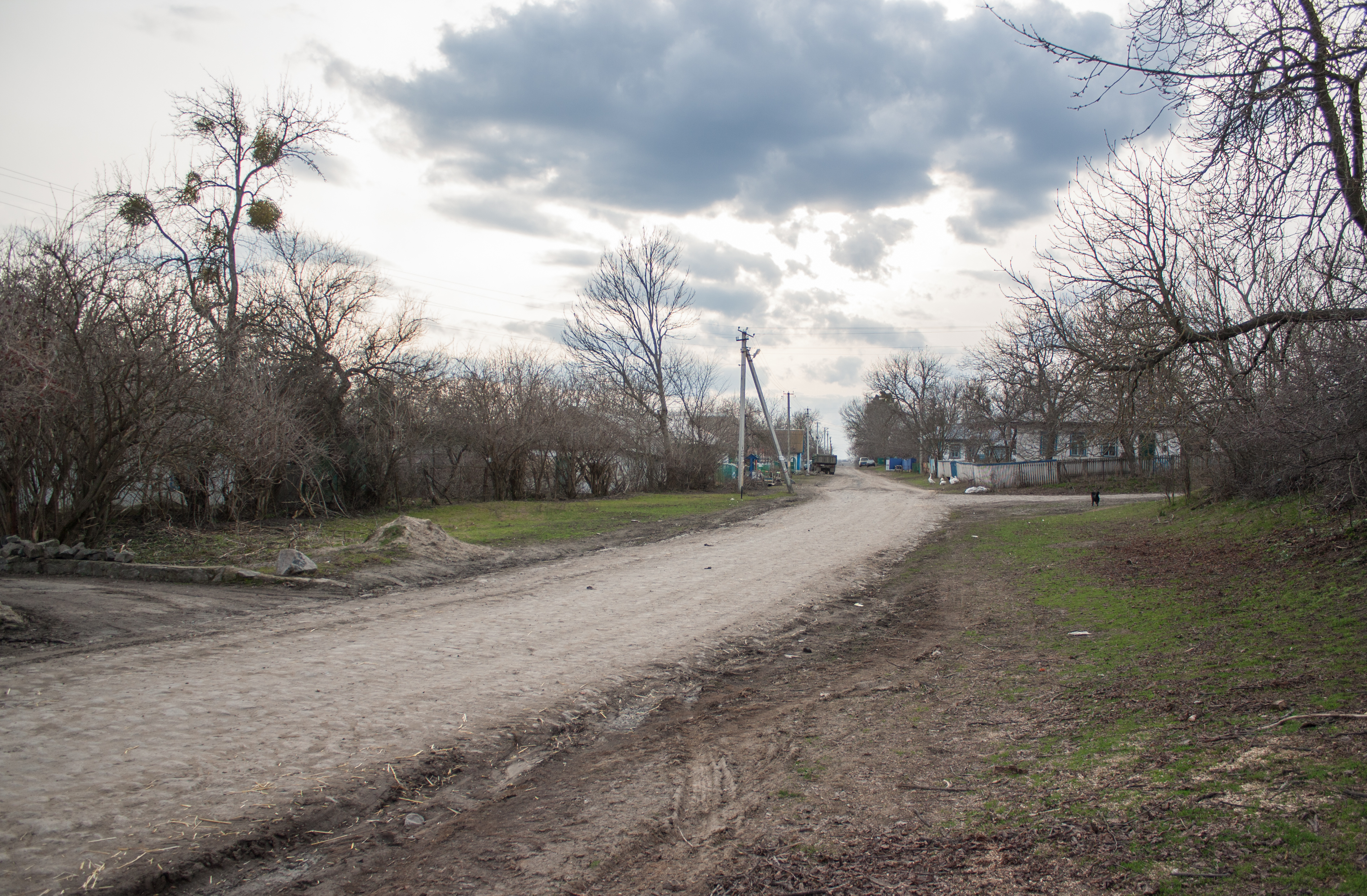
Вулиця Жовтнева
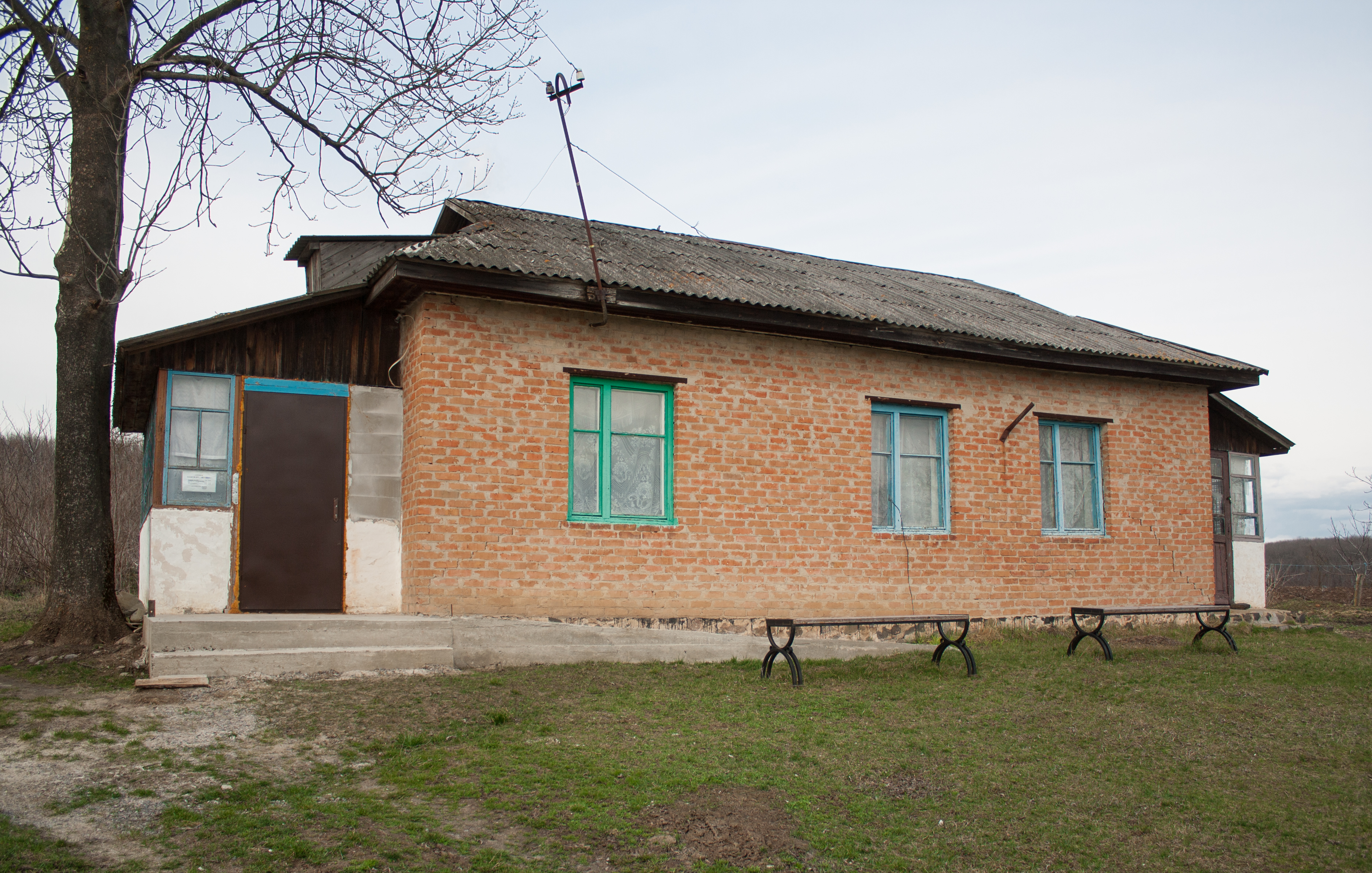
Фельдшерський пункт
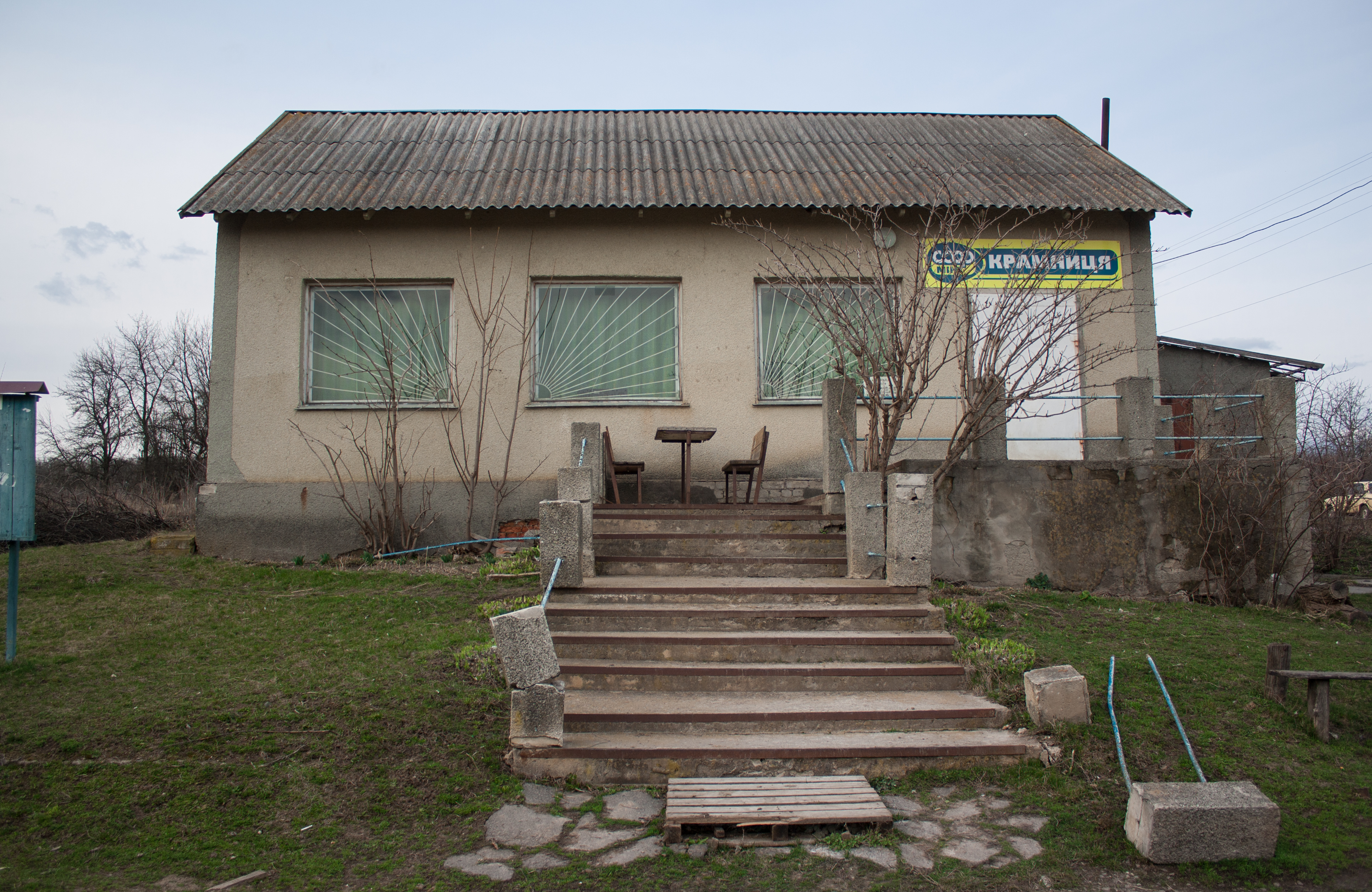
Магазин
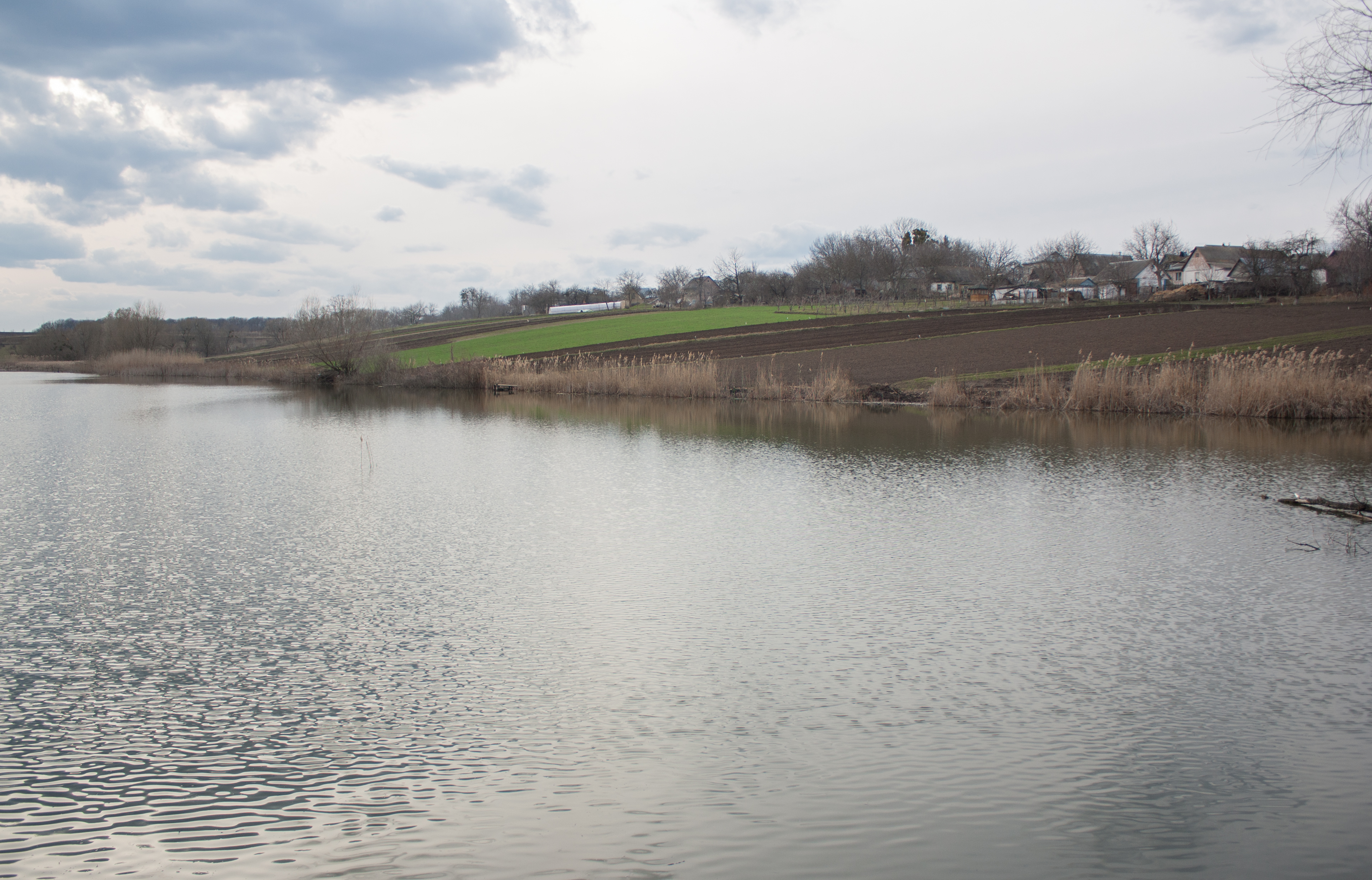
Ставок на річці Цибулівка
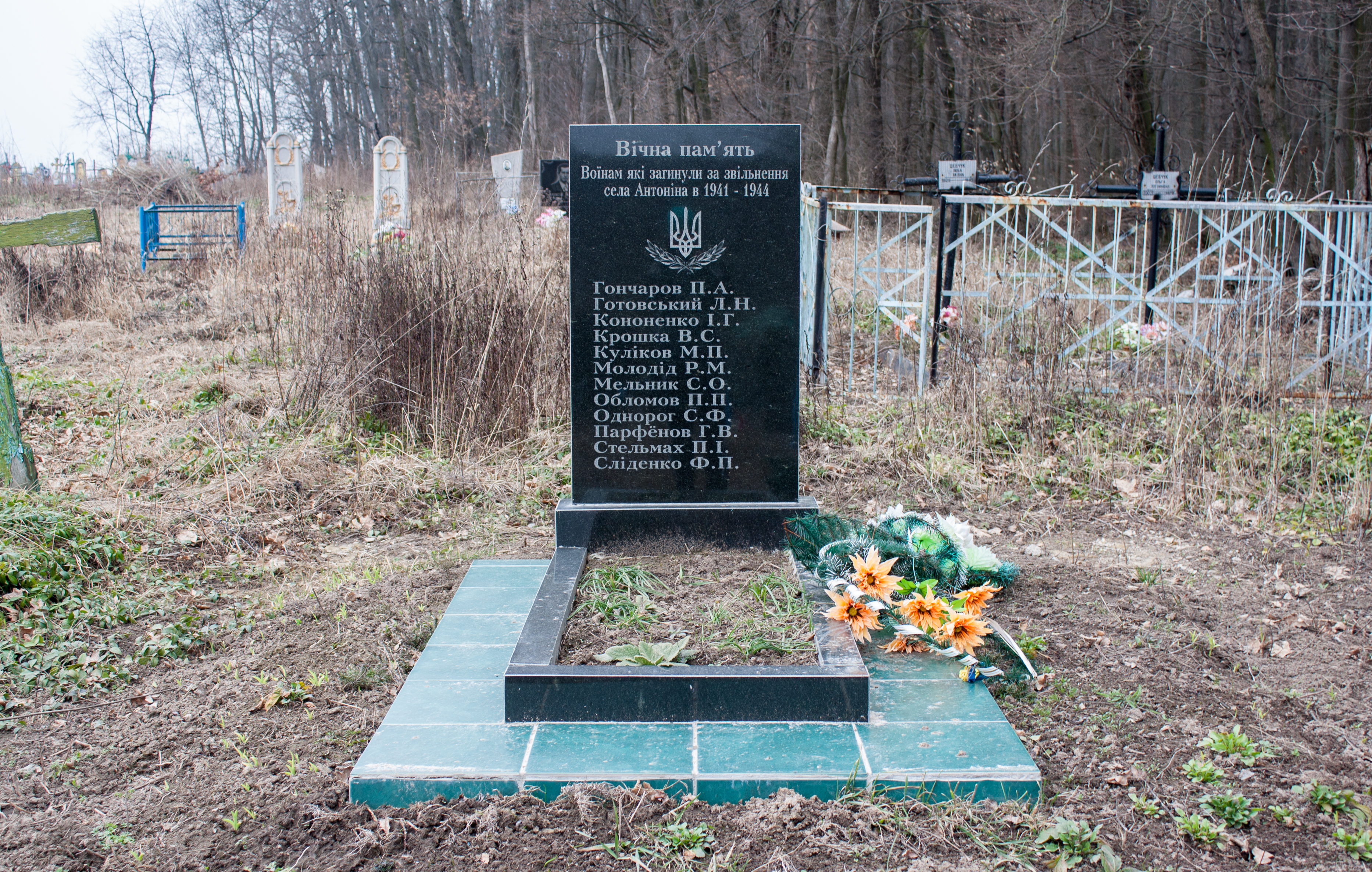
Братська могила радянських воїнів